# Tunøya
Tunøya est une grande île fluviale habitée de la commune de Sarpsborg , dans le comté d'Østfold en Norvège.

## Description
L'île de 82 km2 est située dans le cours du fleuve Glomma se jetant dans le Skagerrak. C'est une zone urbaine de Sarpsborg très peuplée. Tunøya est la deuxième île la plus peuplée après Tromsøya et la plus grande île fluviale de Norvège.
L'installation portuaire de Borg à Alvim est située sur l'île. Il y a beaucoup de terrains forestiers vallonnés avec Buråsen (176 mètres au-dessus du niveau de la mer) comme point culminant. Au sud, il y a de petits ports de plaisance et des zones agricoles considérables, et la crête de Raet traverse l'île et barrage les lacs Tunevannet et Vestvannet.
Tunøya est reliée au continent par quatre ponts routiers, une passerelle et des ponts ferroviaires.
A l'est de Tunøya se trouvent les collines fortifiées Herresalen og Jomfrusalen , un bon exemple du phénomène connu sous le nom de "villes jumelles".

## Aire protégée
- Réserve naturelle de Vestvannet [3]

## Galerie

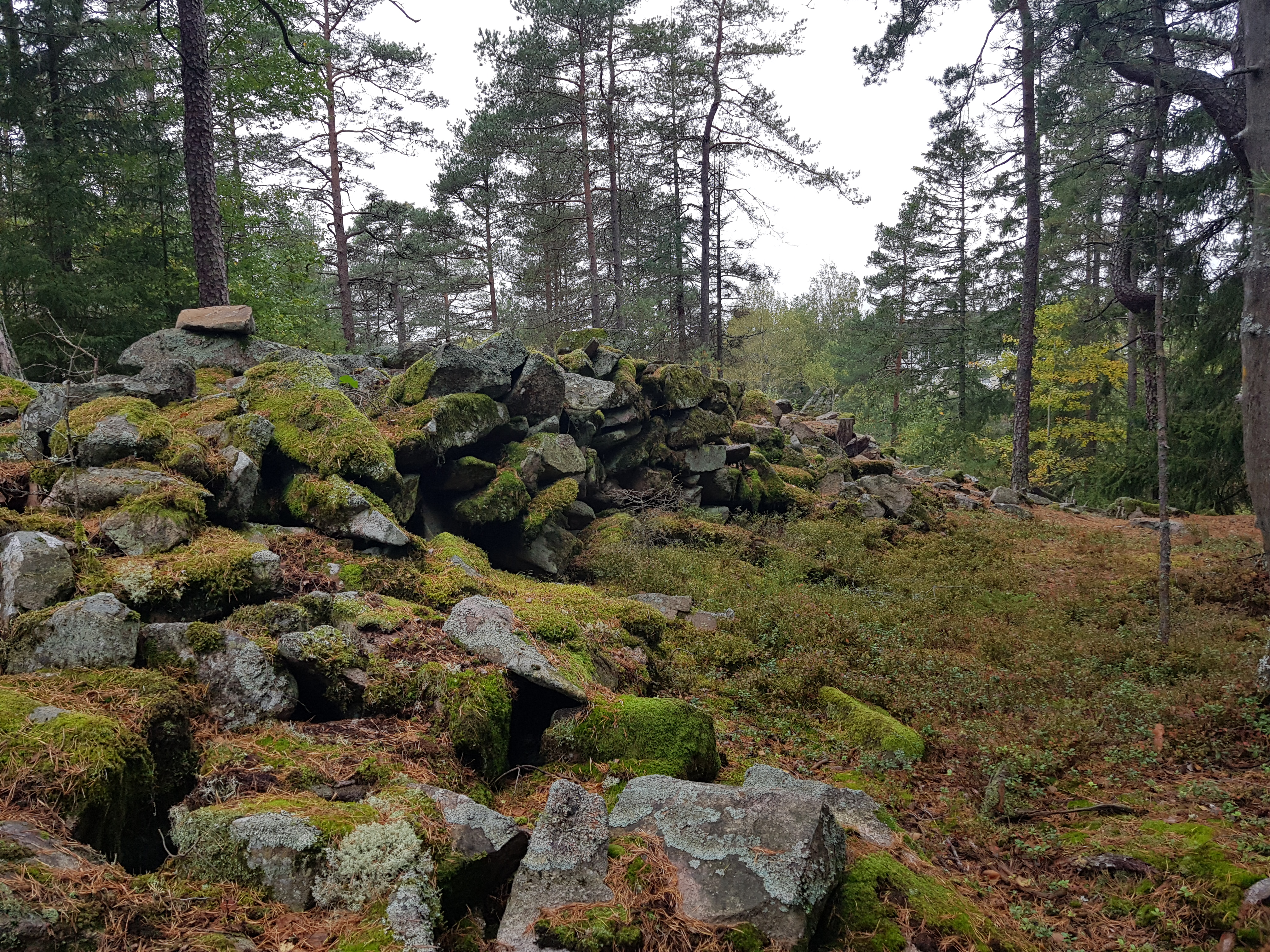
Colline fortifiée
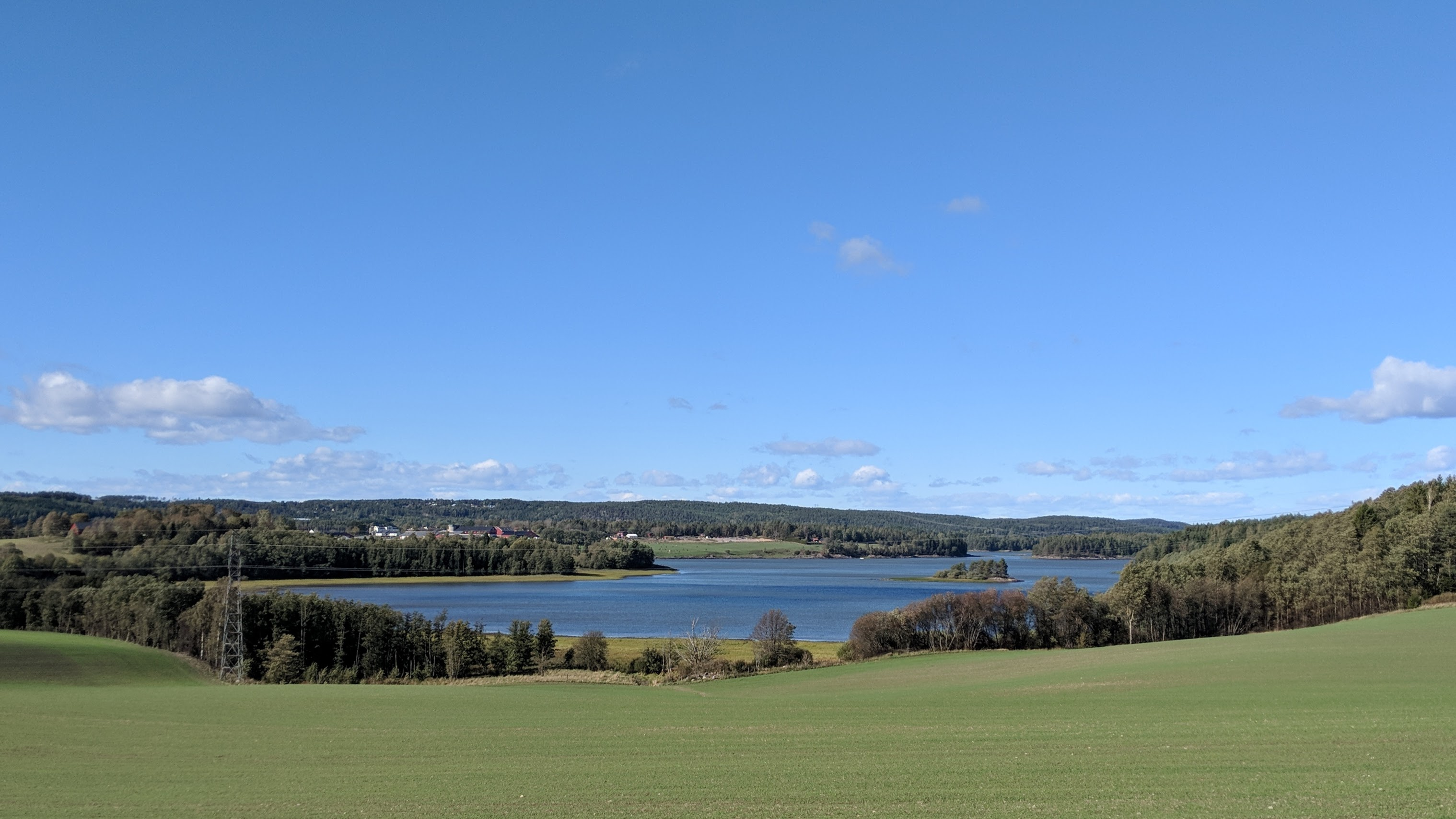
Lac Vestvannet
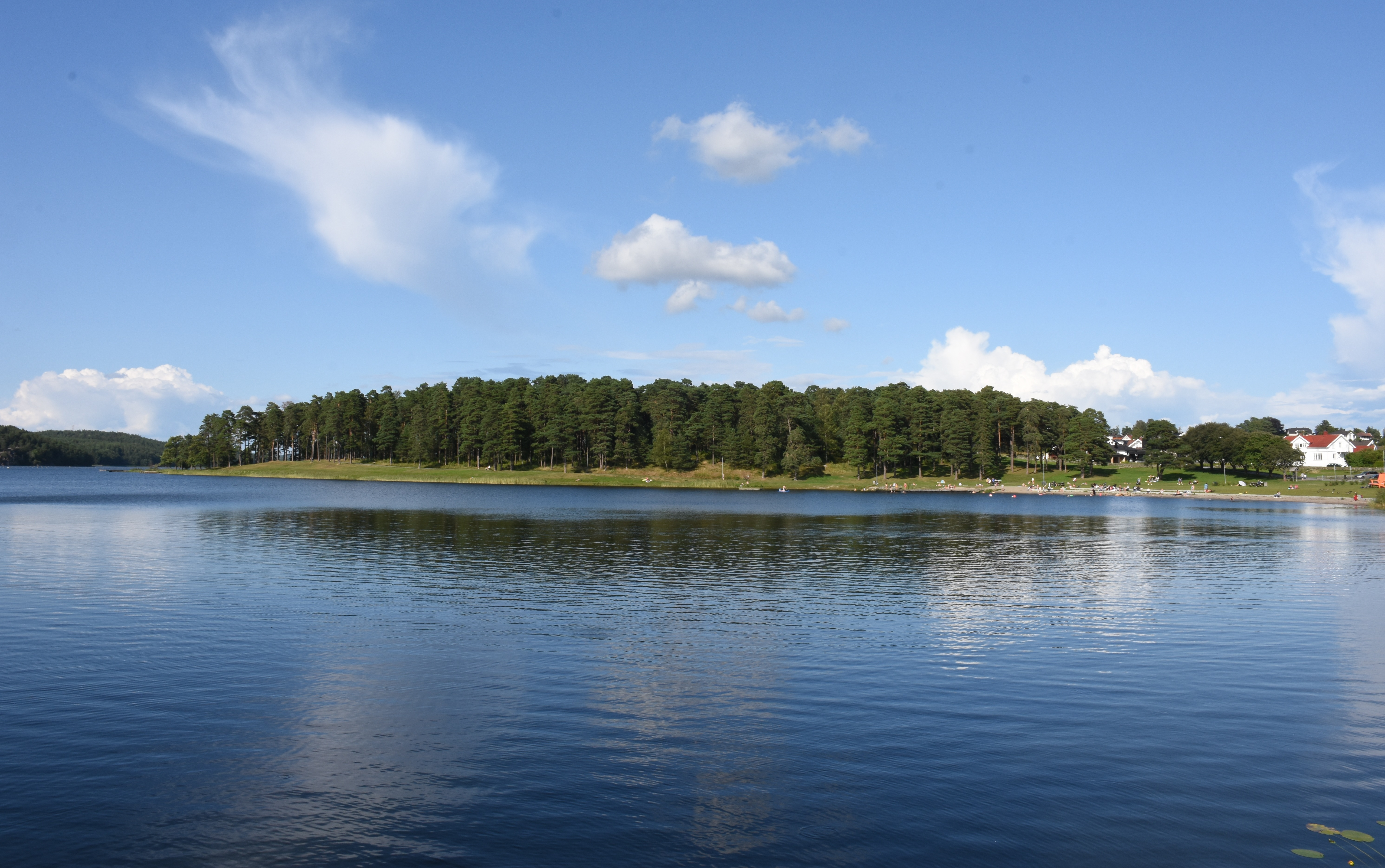
Lac Tunevannet